# ALL AT ONCE (all at onceのアルバム)
『ALL AT ONCE』（オール・アット・ワンス）は、all at onceの1枚目のアルバム。2021年10月6日にBeingから発売された。

## 解説
1作目のミニアルバム「JUST BELIEVE YOU」に新曲7曲を加えた初のフルアルバム。アルバムタイトルの由来はITSUKI曰く、「僕とNARITO、スタッフさんとでタイトル案を出し合い、ファーストアルバムはall at onceの名刺代わりになる作品だし、やっぱり自分たちの名前が出ているのがいいと思いセルフタイトルにした」とのこと。

## 収録曲
1. 星合（3:43）
作詞・作曲・編曲：Ra-U
読売テレビ・日本テレビ系全国ネット 名探偵コナン第62期エンディングテーマ（2020年8月1日～12月26日）
お互いを想い合いながらもなかなか会うことが叶わないという男女2人の関係性を歌った楽曲[2]。
2021年1月27日発売のEP「JUST BELIEVE YOU」の2曲目に収録された[2]。
2. JUST BELIEVE YOU（3:17）
作詞：倉木麻衣　作曲：大野愛果、Giorgio Cancemi　編曲：Giorgio Cancemi
名探偵コナン第52期オープニングテーマ（2020年10月3日〜2021年2月27日）。オープニング初回放送の翌日、2020年10月4日に配信リリースされた[3]。
名探偵コナンでは同時期にエンディングテーマとして「星合」が使用されており、新人として異例のダブルタイアップとなった[3]。
楽曲の作詞は倉木麻衣が担当しているほか、2000年に『名探偵コナン』のEDテーマとして起用された倉木の楽曲「Secret of my heart」がサンプリングされている[4]。
初回放送直後にミュージック・ビデオが公開された[5]。
2020年12月5日、2021年1月27日に本楽曲をタイトルとしたEPを発売し、CDデビューすることが発表された。CDには本来デビューシングル「12cm」に収録される予定であった3曲に加え、本楽曲と以前に配信されていた「星合」が収録された。また、付属のDVDには本楽曲と「12cm」「星合」のミュージックビデオおよびそのメイキング映像が収められた[6][2]。
3. マカロン（3:03）
作詞：Ra-U　作曲：Ra-U、亀田誠治　編曲：亀田誠治、小名川高弘
テレビ東京系ドラマ「シェフは名探偵」オープニングテーマ[7]
4. 12cm（6:14）
作詞：矢作綾加、all at once　作曲：all at once　編曲：亀田誠治
all at onceのデビュー曲。2020年4月29日に配信リリースされた[8]。
“男女の距離感”をテーマにしたバラード。タイトルは作詞の矢作綾加が降参したものであり、12cmはキスをするのに最適な身長差と言われている長さである[9]。
3月26日にミュージック・ビデオが公開された。大友花恋と千疋隼斗が出演し、「男女の距離感」をテーマにショートフィルム風の映像となっている[10]。
アレンジとプロデュースを担当した亀田誠治は、楽曲については「デビュー曲にして6分越えの壮大なバラードで思い切った楽曲だなと思いましたが、聴いている人の心の中で情景が見えたり、それぞれの人生のストーリーに変換し共感できるような、全方位に届く王道感というものを僕の中で大事にしました」とコメントしている[8]。
本来は2020年4月29日にデビューシングルとしてリリースする予定だったが、新型コロナウイルス感染拡大に伴い発売を延期した。それに伴い同作に収録予定であった楽曲のアコースティックライブバージョンが公開された。また、本楽曲とカップリングとして収録予定であった「Take mo' Chance」の2曲は発売予定日の4月29日に配信限定でリリースされた[11]。また、のちに本作のCDリリースは中止となった[6]。
2021年1月27日発売のEP「JUST BELIEVE YOU」の5曲目に収録された[2]。
5. 雨上がり架かる虹（3:44）
作詞：Mizuho Nagaoka　作曲・編曲：THE CHARM PARK
2021年1月27日発売のEP「JUST BELIEVE YOU」の4曲目に収録された[2]。
6. オーバーライド（3:06）
作詞・作曲：Ra-U　編曲：亀田誠治
7. Take mo' Chance（3:51）
作詞・作曲・編曲：Ra-U
デビューシングル「12cm」のカップリング曲。テレビアニメ「ぼくのとなりに暗黒破壊神がいます。」のオープニング主題歌[9]。
80'sファンクをイメージしたキレのいダンスチューン。all at onceとして最初にレコーディングされた曲である[9]。
2021年1月27日発売のEP「JUST BELIEVE YOU」の3曲目に収録された[2]。
8. Mission to the moon（3:36）
作詞・作曲：Ra-U　編曲：亀田誠治
9. Make it better（4:14）
作詞：miyakei　作曲：DAICHI、Shunsuke Harada　編曲：亀田誠治
10. Two of us（3:34）
作詞：矢作綾加　作曲：Josef Melin　編曲：亀田誠治
11. 23:59（3:27）
作詞：矢作綾加　作曲：MiNE、Atsushi Shimada、Fredrik Samsoon　編曲：亀田誠治
MBSドラマ特区「ラブファントム」エンディング主題歌
12. 年をかさねて（5:11）
作詞・作曲：仲宗根泉　編曲：亀田誠治
東京シティ競馬「トゥインクルレース35周年CM」テーマソング[12]

DVD
1. 雨上がり架かる虹
2. Take mo' Chance
3. JUST BELIEVE YOU
4. Make it better
5. Two of us
6. オーバーライド
7. Mission to the moon
8. 星合
9. 12cm
10. JUST BELIEVE YOU with 樹徳高等学校ダンス部

## レコーディング参加
- 亀田誠治（東京事変） - ベース
- 石成正人 - ギター
- 小倉博和 - ギター
- 西川進 - ギター
- 河村智康 - ドラム
- 皆川真人 - ピアノ
- 岡部磨知ストリングス - ストリングスセクション
- 今野均ストリングス - ストリングスセクション